# 1989 EH1
1989 EH1 är en asteroid i huvudbältet som upptäcktes den 10 mars 1989 av de båda japanska astronomerna Takeshi Urata och Kenzo Suzuki i Toyota.